# Biology Letters
Biology Letters (standardna okrajšava Biol. Lett.) je znanstvena revija s področja biologije, ki jo izdaja britanska Kraljeva družba oz. njena založba Royal Society Publishing. Namenjena je objavi krajših prispevkov o pomembnejših znanstvenih odkritjih z vseh podpodročij biologije; dolžina prispevkov je tako omejena na 2500 besed. Revija je sprva izhajala kot dodatek (supplement) revije Proceedings of the Royal Society B, samostojna publikacija je od leta 2005. V začetku so izhajale štiri številke letno, od leta 2007 pa izhaja dvakrat na mesec. Trenutni glavni urednik je geobiolog David Beerling.
Prispevki so uvrščeni v eno izmed naslednjih kategorij: vedenje živali, biomehanika, ekologija združb, varstvena biologija, evolucijska biologija, evolucijska razvojna biologija, biologija genoma, biologija globalnih sprememb, biologija morja, molekularna evolucija, nevrobiologija, paleontologija, biologija patogenov, fiziologija, filogenija, populacijska ekologija ali populacijska genetika. Lahko so v obliki znanstvenih člankov, komentarjev, poročil z znanstvenih srečanj ipd. Občasno izide tematska številka, v kateri so zbrani prispevki o eni izmed zgornjih tematik.
Faktor vpliva revije Biology Letters je za leto 2009 znašal 3,089, s čimer se je uvrščala na 17. mesto med revijami v kategoriji »biologija«.